# Радош Булатовић
Раденко „Радош“ Булатовић (Врбас, 5. јуна 1984) српски је фудбалер, који тренутно наступа за Братство из Пригревице. Висок је 197 центиметара и игра на позицији штопера. Важи за играча доминантног у позиционирању и са добром скок игром.
Булатовић је наступао за младу репрезентацију Србије и Црне Горе, за коју је одиграо 2 утакмице 2004. године.
Као члан екипе Севојна, Булатовић је наступио у финалу Купа Србије за сезону 2008/09, када је његов тим поражен од београдског Партизана. Са истом екипом изборио је пласман у Суперлигу Србије наредне сезоне, а каријеру наставио у ужичкој Слободи, након фузије два клуба.